# Emanuella Carlbeck
Emanuella Ottiliana Carlbeck (Nårunga, Älvsborg, 24 de agosto de 1829 - 10 de septiembre de 1901) fue una pedagoga sueca. Se la considera una pionera en la educación de los estudiantes con discapacidad intelectual. Fundó la primera institución para personas con discapacidad intelectual en Gotemburgo en 1866. La institución incluía, entre otros, una escuela y un asilo para pacientes.

## Vida

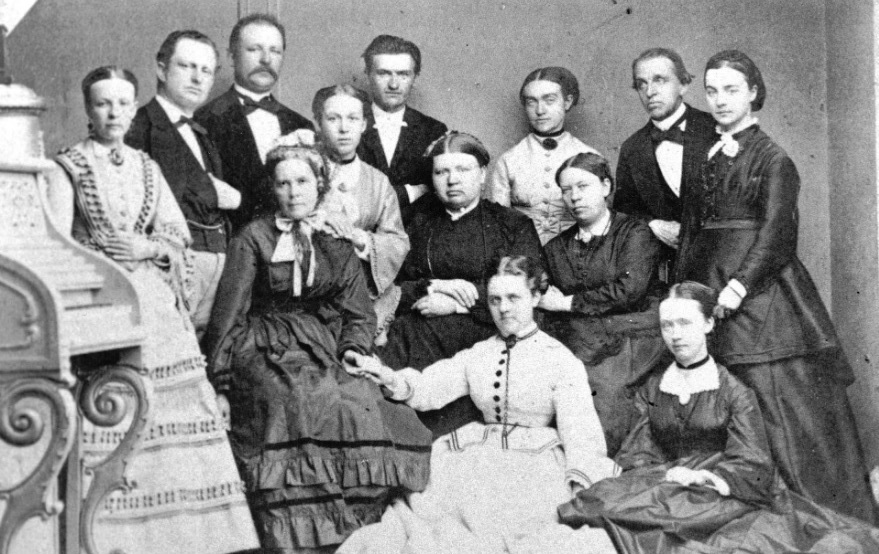
Emanuella Carlbeck en un encuentro de pedagogos en Copenhague en 1872 (fila de en medio, la primera por la derecha, sentada).

Emanuella Carlbeck fue la hija de un vicario y trabajó como institutriz de adulta. Nunca se casó. Inició su trabajo con los niños con discapacidad intelectual tras el nacimiento de su sobrino, que padecía esta condición. En Suecia, en mitad del siglo XIX, no existían instituciones para estos casos: los niños nacidos con esta condición eran ocultados por sus familias durante toda su vida. Como su contemporánea Sophia Wilkens, Emanuella Carlbeck perteneció al grupo de mujeres de clase media y alta comprometidas con las reformas sociales.
En 1866 fundó la primera institución para niños con discapacidad intelectual en Gotemburgo. Esta es tenida como la primera institución de este tipo en Suecia. A pesar de que se sabe que Sophia Wilkens había fundado una similar siete años antes, fue la de Carlbeck la que se convertiría en el modelo a seguir para todas las instituciones venideras en dicho país. Comenzó con unos pocos pacientes que rápidamente aumentaron en número, al ser las instituciones para niños con discapacidad intelectual una novedad. A partir de 1871 comenzó a recibir ayudas del gobierno. Aunque en un principio se trataba de un organismo caritativo de carácter privado, el Estado pasó a hacerse cargo de él en 1885. Sin embargo, Carlbeck continuó siendo la directora de la institución.
Emanuella Carlbeck es considerada la fundadora de la atención institucionalizada sueca.